# McCook (Nebraska)
McCook ist eine Stadt im US-Bundesstaat Nebraska. Das U.S. Census Bureau hat bei der Volkszählung 2020 eine Einwohnerzahl von 7446 ermittelt. Sie ist seit 1896 Verwaltungssitz des Red Willow County, Nebraska und war die Heimat von drei Gouverneuren von Nebraska: Earl Benjamin Nelson, Ralph Brooks und Frank B. Morrison.

## Geografie

### Geografische Lage
Die Stadt liegt im Südwesten des Staates Nebraska, am Republican River, etwa 115 km (70 Meilen) südlich von North Platte und etwa 25 km (15 Meilen) nördlich der Staatsgrenze zu Kansas. In der Nähe befinden sich die staatlichen Erholungsgebiete Red Willow Reservoir, Medicine Creek und Swanson Reservoir.

### Klima
|                       | Jan   | Feb  | Mär  | Apr  | Mai  | Jun  | Jul  | Aug  | Sep  | Okt  | Nov  | Dez  |   |       |
| Mittl. Tagesmax. (°C) | 4,8   | 7,0  | 12,3 | 18,1 | 23,0 | 28,9 | 32,2 | 30,9 | 26,3 | 19,2 | 11,3 | 5,0  | ⌀ | 18,3  |
| Mittl. Tagesmin. (°C) | −10,1 | −8,2 | −4,1 | 1,3  | 7,7  | 13,3 | 16,6 | 15,5 | 9,6  | 2,3  | −4,4 | −9,4 | ⌀ | 2,6   |
|                       |       |      |      |      |      |      |      |      |      |      |      |      |   |       |
| Niederschlag (mm)     | 12,7  | 15,2 | 35,6 | 58,4 | 78,7 | 86,4 | 83,8 | 78,7 | 35,6 | 45,7 | 25,4 | 15,2 | Σ | 571,4 |
|                       |       |      |      |      |      |      |      |      |      |      |      |      |   |       |
| Regentage (d)         | 2     | 3    | 4    | 6    | 8    | 8    | 7    | 6    | 4    | 4    | 3    | 2    | Σ | 57    |

| −10,1 |

| −8,2 |

| −4,1 |

| 1,3 |

| 7,7 |

| 13,3 |

| 16,6 |

| 15,5 |

| 9,6 |

| 2,3 |

| −4,4 |

| −9,4 |

| −10,1 |

| −8,2 |

| −4,1 |

| 1,3 |

| 7,7 |

| 13,3 |

| 16,6 |

| 15,5 |

| 9,6 |

| 2,3 |

| −4,4 |

| −9,4 |

## Geschichte

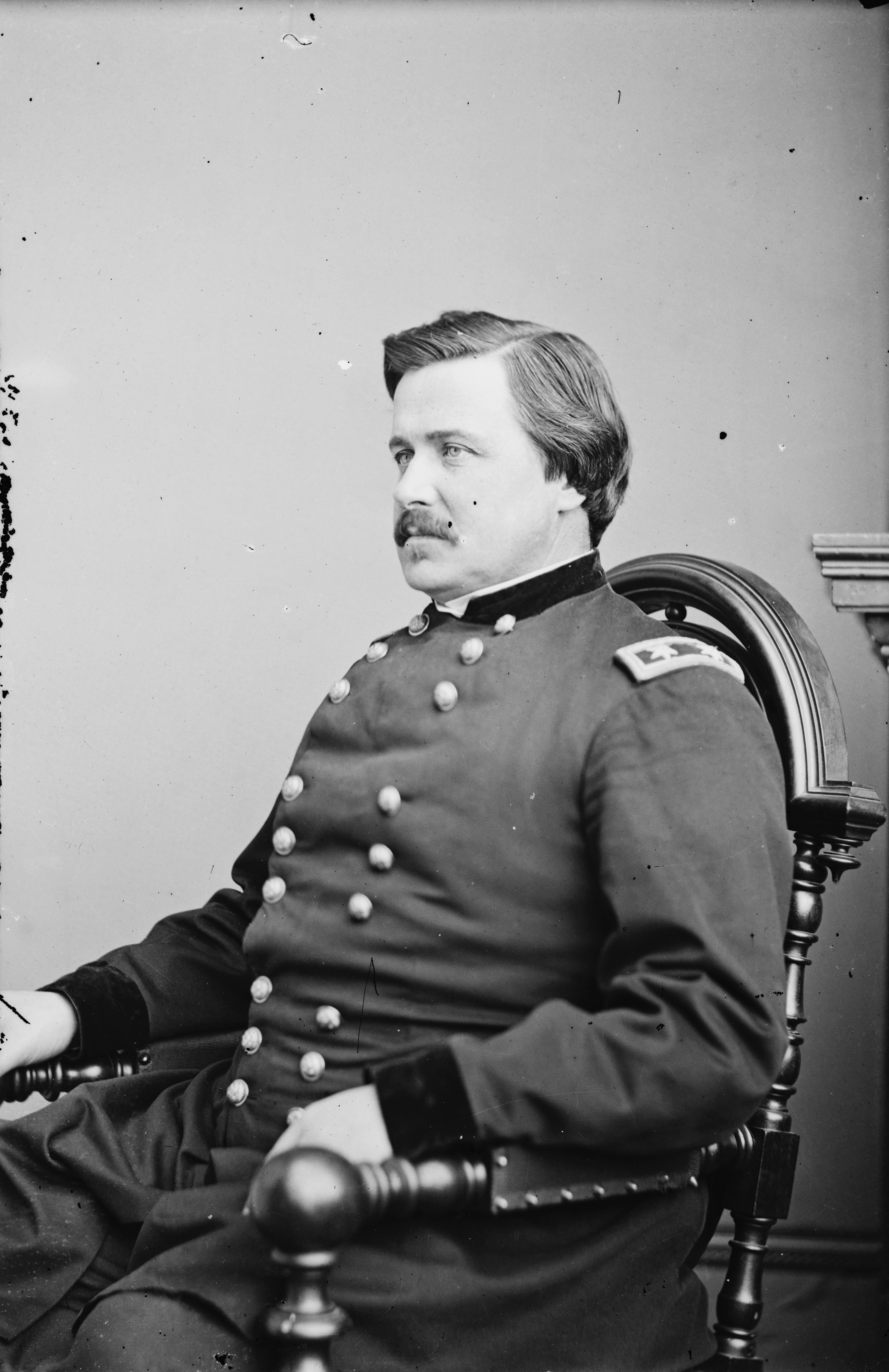
Alexander McDowell McCook

McCook wurde 1882 im Zuge des Ausbaus der Eisenbahnverbindungen in Nebraska durch die Burlington and Missouri River Railroad, eine Untergesellschaft der Chicago, Burlington and Quincy Railroad, gegründet. Die Stadt trägt den Namen zu Ehren von Alexander McDowell McCook, der Brigadegeneral in der Union Army während des Bürgerkriegs (1862–1865) war.
Die Entwicklung im 19. Jahrhundert und zu Beginn des 20. Jahrhunderts war eng mit der Eisenbahn und der Landwirtschaft verbunden. Nach dem Zweiten Weltkrieg entwickelte sich die Wirtschaft mit der Ölförderung und der verarbeitenden Industrie.

## Demografie
| Jahr | Einwohner¹ |
| ---- | ---------- |
| 1890 | 2346       |
| 1900 | 2445       |
| 1910 | 3765       |
| 1920 | 4303       |
| 1930 | 6688       |
| 1940 | 6212       |
| 1950 | 7678       |
| 1960 | 8301       |
| 1970 | 8285       |
| 1980 | 8404       |
| 1990 | 8112       |
| 2000 | 7994       |
| 2010 | 7698       |
| 2020 | 7446       |

¹ 1890–2010: Volkszählungsergebnisse Census 
Nach der Volkszählung von 2010 wohnten 7698 Menschen in McCook, davon 3324 Haushalte und 2021 Familien. Die Bevölkerungsdichte betrug 551,4 Einwohner pro Quadratkilometer. Das Durchschnittsalter der Bevölkerung lag bei 40,7 Jahren, 23 % aller Einwohner waren unter 18, 9,4 % waren zwischen 18 und 24, 22 % zwischen 25 und 44, 26,2 % zwischen 45 und 64 und 19,5 % 65 Jahre oder älter. 48,3 % waren männlich und 51,7 % weiblich.

## Wirtschaft und Infrastruktur

### Wirtschaft
Die heutige Wirtschaftsstruktur basiert auf der Landwirtschaft, hauptsächlich auf den Anbau von Weizen, Mais, Sorghum und der Rinder- und Schweinezucht. Der Fischfang an den nahe gelegenen Seen, darunter der Hugh Butler Lake, der durch den Red Willow Dam gestaut wurde, sorgt für zusätzliches Einkommen in diesem Sektor. Die industrielle Produktion hat ihre Schwerpunkte in der Ölförderung, der Produktion von Industrieschläuchen, Düngemitteln sowie Bewässerungsanlagen und der Milchverarbeitung. Der Dienstleistungssektor ist mit den die Branchen Telemarketing und Transport vertreten.

### Bildungseinrichtung
Das McCook Community College, ein Teil des Mid-Plains Community College Systems, wurde 1926 gegründet und war das erste zweijährige Junior College in Nebraska. Es liegt am Kelley Park.

### Verkehr
- Bahn: Die durch McCook führende Hauptstrecke wird heute durch die BNSF Railway betrieben, die dort Güterverkehr durchführt. Die Gleise werden zudem von den California Zephyr-Zügen von Amtrak genutzt, die die Städte Chicago und Emeryville (an der Bucht von San Francisco) mit Zwischenhalt in McCook verbinden.
- Luft: Die Airline Boutique Air fliegt vom McCook Regional Airport nach Denver, Colorado.

## Kultur und Sport

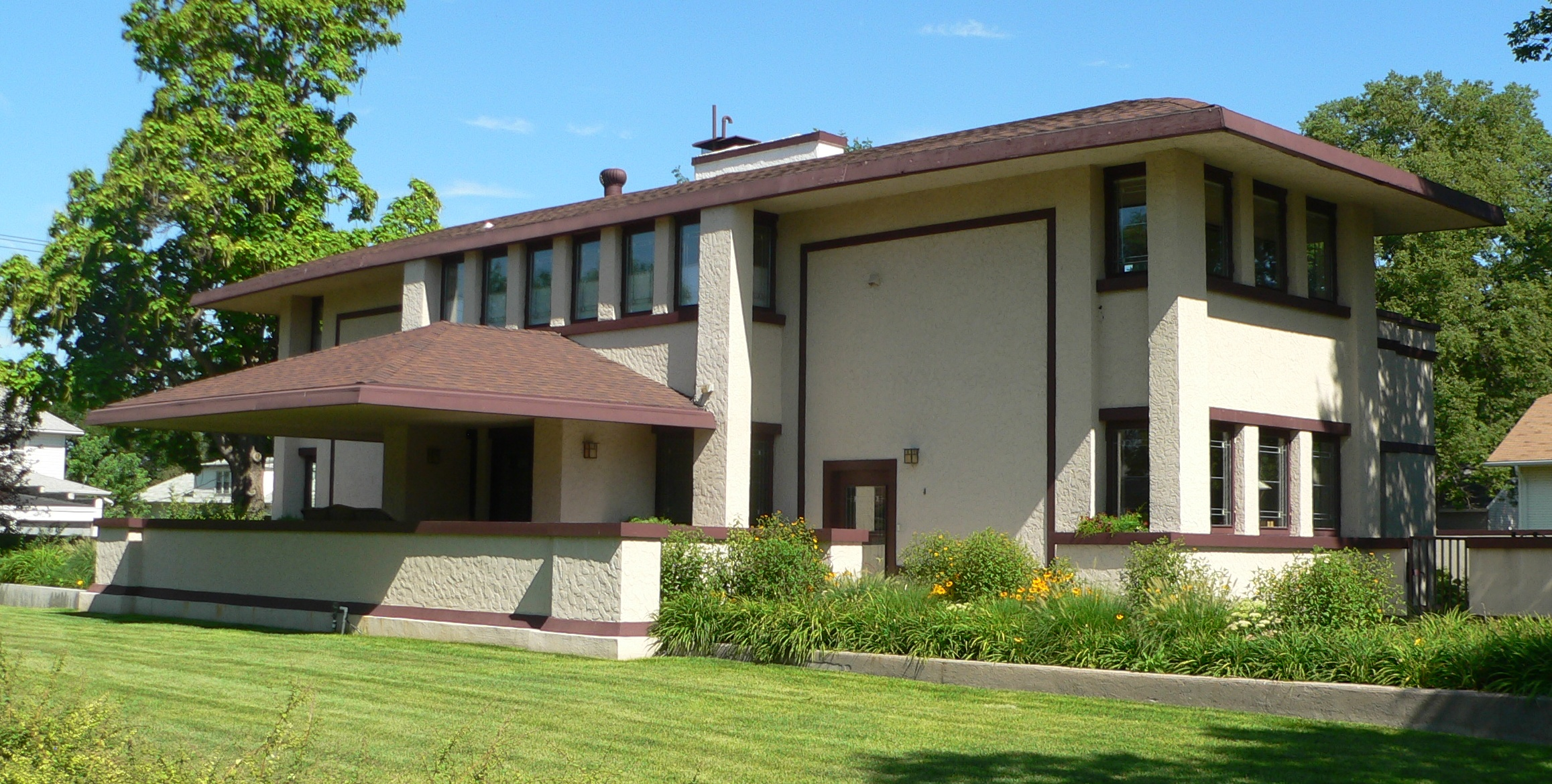
Sutton House

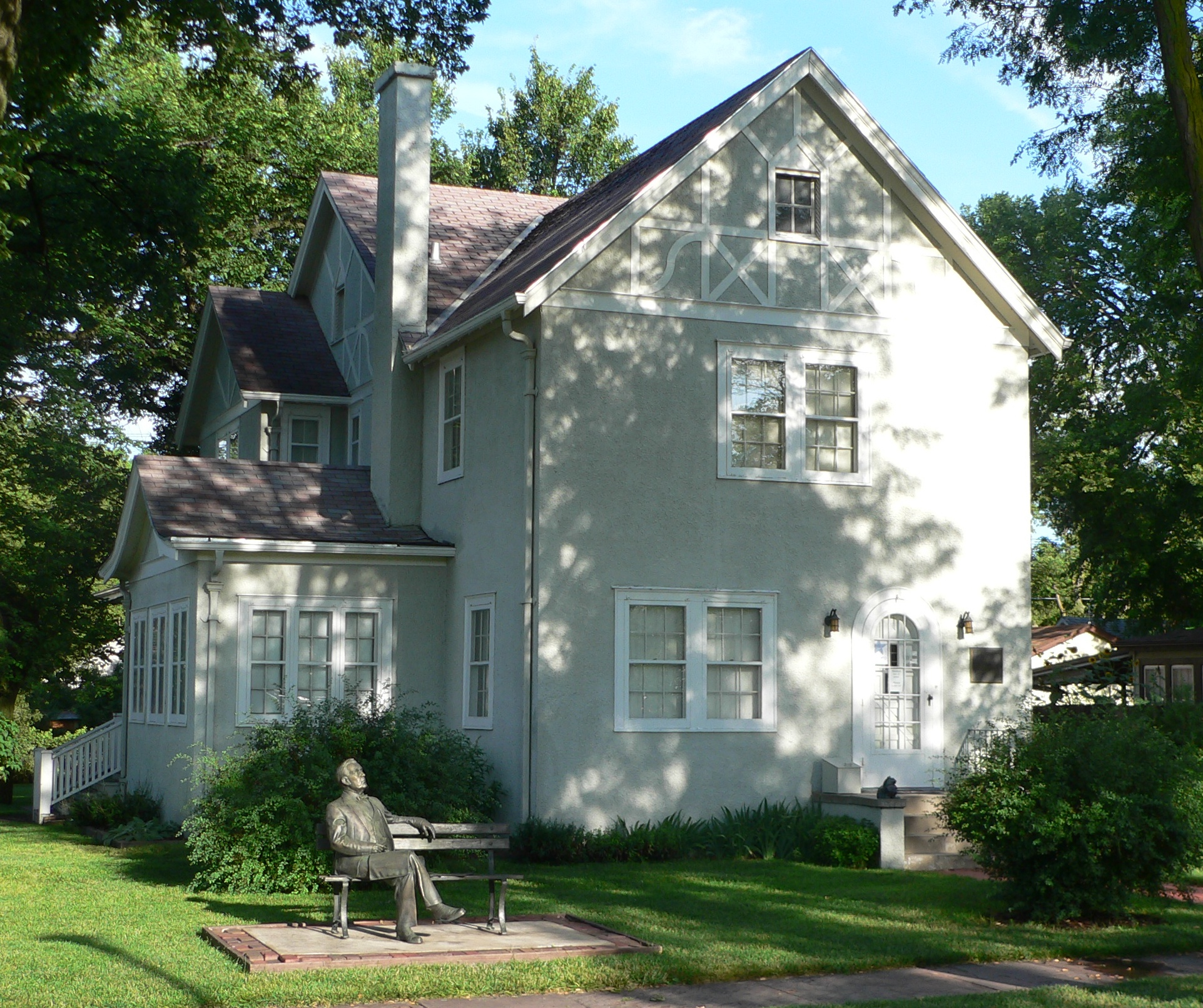
George Norris Museum

Das Harvey P. Sutton House, 602 Norris Avenue, wurde von dem Architekten Frank Lloyd Wright in den Jahren 1905–1908 entworfen und gebaut. Das Haus im Stil der Prairie Houses ist im National Register of Historic Places gelistet. Es ist das einzige bekannte F.L.Wright-Haus in Nebraska. Es ist in Privatbesitz und der Öffentlichkeit nicht zugänglich.
Das Haus des Politikers George W. Norris, in dem er am 2. September 1944 verstarb, ist heute ein Museum und als National Historic Landmark eingetragen.
Das Museum of the High Plains enthält Artefakte aus der Pionierzeit und historische Fotografien.
Für Konzerte, Ballett und andere kulturelle Veranstaltungen steht das Fox-Theater, ehemals ein Kino, zur Verfügung. Jeden Sommer findet das Buffalo Commons Storytelling Fest statt. Auch die Community Concert Organisation, ein Kammerorchester und im Herbst die County Fair, das Rodeo und das Heritage Days Festival (ehemals German Heritage Days) beleben das Kulturleben der Stadt.
McCook hatte eine Profimannschaft im Baseball, die McCook Braves, die von 1956 bis 1959 in der Nebraska State Liga spielte. In der letzten Saison ragte der Pitcher Phil Niekro hervor und das Team gewann die Meisterschaft. Phil Niekro gehört zu den größten US-amerikanischen Baseballspielern und wurde in die Baseball Hall of Fame aufgenommen.
Ein anderer Pitcher im Team, Pat Jordan, wurde später Journalist für die Sporting News und schrieb eine Autobiographie über seine Karriere mit den McCook Braves: A False Spring (Ein falscher Frühling).

## Kirchen
McCook zählt 22 Kirchen unterschiedlicher Glaubensausrichtungen.

## Stadtverwaltung
Der Stadtrat besteht aus fünf gewählten Mitgliedern. Durch eine interne Abstimmung wird ein Mitglied zum Bürgermeister, ein zweites Mitglied zum Stellvertretenden Bürgermeister gewählt. Der Stadtrat legt die Stadtpolitik fest, erlässt Verordnungen, bewilligt Haushaltsmittel und ernennt den Stadtdirektor und den Stadtschreiber.
Die Stadtverwaltung umfasst 10 Abteilungen (2020): Verwaltung, Flughafen, Gebäude- und Stadtplanung, Wirtschaftliche Entwicklung, Feuerwehr, Polizei, Bibliothek, Öffentliche Arbeiten, Seniorenzentrum und Versorgungsunternehmen. Beiräte und Kommissionen setzen sich nach Maßgabe des Gesetzes oder durch Ad-hoc-Ausschüsse, die für bestimmte Projekte benannt werden, zusammen. Sie werden vom Stadtrat ernannt. Seit 2015 gibt es 14 Ausschüsse und Kommissionen.

## Persönlichkeiten der Stadt
Drei Gouverneure von Nebraska lebten in McCook:
- Ralph G. Brooks (1898–1960) – 30. Gouverneur des Bundesstaates Nebraska (1959–1960), war ab 1946 Superintendent für Schulen und Präsident des McCook Junior College.
- Frank B. Morrison (1905–2004) – 32. Gouverneur des Bundesstaates Nebraska (1961–1967), lebte und verstarb in McCook.
- Earl Benjamin „Ben“ Nelson (* 1941) – 38. Gouverneur des Bundesstaats Nebraska (1991–1999), ist in McCook geboren.
- George W. Norris (1861–1944) – Rechtsanwalt und Politiker, war Mitglied des Repräsentantenhauses und des Senats von 1903–1943. Er bewirkte, dass der Nebraska Kongress in ein Ein-Kammersystem umgewandelt wurde. Im Senat war er der maßgebliche Politiker für die Gründung des amerikanischen Staatsunternehmens Tennessee Valley Authority.  Die Nord-Süd Hauptstraße durch McCook wurde nach ihm benannt.
- John R. McCarl (1879–1940) – erster „Comptroller-General“ (Oberster Rechnungsprüfer) der Vereinigten Staaten, ist in McCook aufgewachsen und dort begraben.
- Frank B. Morrison Jr. (1937–2006) – Sohn von Frank B.Morrison – Mitglied des Obersten Gerichtshofs von Montana und Hochschullehrer ist in McCook geboren.
- Bob Larson (* 1944) – TV-Pastor und Exorzist ist in McCook aufgewachsen.
- Jeff Kinney (* 1949) – American-Football-Spieler, ist in McCook aufgewachsen und hat 1968 seinen High-School-Abschluss absolviert.